# Garcinia mestonii
Garcinia mestonii är en tvåhjärtbladig växtart som beskrevs av F. M. Bailey.. Garcinia mestonii ingår i släktet Garcinia och familjen Clusiaceae. Inga underarter finns listade i Catalogue of Life.